# Rinspeed sQuba
El Rinspeed sQuba, desenvolupat per l'empresa suïssa Rinspeed, és el primer automòbil del món que es pot conduir tant a terra com sota l'aigua.